# Киреев, Игорь Олегович
И́горь Оле́гович Кире́ев (17 февраля 1992, Железногорск) — российский футболист, полузащитник. Мастер спорта России.

## Карьера
Игорь Киреев — воспитанник школы московского «Спартака». В возрасте 16 лет был включён в состав взрослой команды клуба. В январе 2010 года начал тренироваться с основным составом, куда его пригласил главный тренер клуба Валерий Карпин. 14 марта 2010 года в матче 1-го тура чемпионата России против московского «Динамо» Киреев дебютировал за основной состав «Спартака», выйдя на поле на 64-й минуте вместо Евгения Макеева. Первый матч вышел неудачным: при создании искусственного офсайда он задержался, после чего игрок «Динамо» Игорь Семшов получил мяч и забил единственный в игре гол. 20 марта в игре дублирующих составов «Спартака» и «Зенита» Киреев получил подвывих ключицы, из-за чего выбыл из строя на месяц.
В августе 2012 года подписал трёхлетнее соглашение с «Ростовом».
17 февраля 2014 года перешёл на правах аренды в «Спартак-Нальчик».
29 июля 2014 года также на правах аренды на один год перешёл в «Амкар».
В конце апреля 2015 получил тяжёлую травму связок колена. Перенёс в Германии операцию по замене связок на искусственные. Выбыл не меньше чем на полгода. 30 ноября 2015 года дебютировал за «Ростов» в матче против «Краснодара», выйдя на 93-й минуте. 19 октября 2016 года провёл свой первый матч в Лиге чемпионов, отыграв 90 минут в матче с «Атлетико Мадрид».
В феврале 2018 года подписал арендное соглашение с курским «Авангардом». 18 апреля 2018 года забил победный мяч в ворота «Шинника», который помог клубу выйти в финал Кубка России. В финале против «Тосно» (1:2) забил гол на 16 минуте матча, сравняв счёт.
В октябре 2020 года перешёл в омский футбольный клуб «Иртыш». 13 октября 2020 года, во втором матче в форме речников, забил победный мяч в ворота «Акрона».
14 сентября 2021 года заявлен за любительский клуб «Росич» для участия в Чемпионате Москвы по футболу.
С 5 июля 2025 года работает в штабе основного состава ПФК ЦСКА тренером-реабилитологом будучи переведенным из молодежной команды. Об этом ему лично объявил Эдуард Безуглов.

## Достижения
«Спартак» (Москва)
- Победитель молодёжного первенства России (1): 2010

 «Авангард» (Курск)
- Финалист Кубка России (1): 2017/2018

## Статистика
| Сезон     | Клуб                    | Лига | Чемпионат | Чемпионат | Кубок | Кубок | Еврокубки | Еврокубки | Еврокубки |
| Сезон     | Клуб                    | Лига | Игры      | Голы      | Игры  | Голы  | Турнир    | Игры      | Голы      |
| --------- | ----------------------- | ---- | --------- | --------- | ----- | ----- | --------- | --------- | --------- |
| 2014/2015 | Амкар (Пермь)           | РФПЛ | 15        | 2         | 0     | 0     |           | 0         | 0         |
| 2014/2015 | Амкар (Пермь)           | Мол. | 2         | 2         | 0     | 0     |           | 0         | 0         |
| 2013/2014 | Спартак (Нальчик)       | ФНЛ  | 12        | 3         | 0     | 0     |           | 0         | 0         |
| 2013/2014 | Ростов (Ростов-на-Дону) | Мол. | 13        | 2         | 0     | 0     |           | 0         | 0         |
| 2012/2013 | Ростов (Ростов-на-Дону) | Мол. | 8         | 0         | 0     | 0     |           | 0         | 0         |
| 2011/2012 | Спартак (Москва)        | Мол. | 26        | 4         | 0     | 0     |           | 0         | 0         |
| 2010      | Спартак (Москва)        | РФПЛ | 1         | 0         | 0     | 0     | ЛЧ        | 0         | 0         |
| 2010      | Спартак (Москва)        | Мол. | 20        | 3         | 0     | 0     |           | 0         | 0         |
| 2009      | Спартак (Москва)        | Мол. | 19        | 2         | 0     | 0     |           | 0         | 0         |